# Кіровський (Ісетський район)
Кі́ровський (рос. Кировский) — селище у складі Ісетського району Тюменської області, Росія.
Населення — 1099 осіб (2010, 1039 у 2002).
Національний склад станом на 2002 рік:
- росіяни — 91 %